# Sottogruppo degli anfiboli di litio
Il sottogruppo degli anfiboli di litio è un sottogruppo di minerali appartenente al gruppo degli idrossi-fluoro-cloro-anfiboli definito dall'IMA nel 2012.
I minerali che fanno parte del sottogruppo sono i seguenti:
- holmquistite
- ferro-holmquistite
- ferri-holmquistite
- ferro-ferri-holmquistite
- clino-holmquistite
- pedrizite
- clino-ferro-holmquistite
- ferro-pedrizite
- clino-ferri-holmquistite
- ferri-pedrizite
- clino-ferro-ferri-holmquistite
- ferro-ferri-pedrizite
- ferro-fluoro-pedrizite
- fluoro-pedrizite